# Palác Hložků ze Žampachu
Palác Hložků ze Žampachu je raně barokní palác, který se nachází v ulici Kanovnická č. 70/4 na Hradčanech v městské části Praha 1. Je chráněn jako kulturní památka České republiky. V paláci je v současnosti rezidence rakouského velvyslance.

## Historie
Na místě dnešního paláce stávalo několik gotických domů, ale původní zástavba byla zničena při požáru v roce 1541. V padesátých letech 16. století byl na parcele postaven dům ve slohu rané renesance. Tuto původně renesanční stavbu nechal v 80. letech 17. století barokně přestavět Albrecht Hložek ze Žampachu, purkrabí Pražského hradu, jehož potomci palác vlastnili až do roku 1757.
V roce 1798 palác vydražil měšťanský majitel a v 19. století se potom majitelé rychle měnili. V letech 1923–1925 na paláci proběhla celková rekonstrukce, v roce 1928 byla restaurována zahrada a obnovena opěrná zeď nad Jelením příkopem. Posledními majiteli paláce před 2. světovou válkou byli Nosticové, kterým byl za protektorátu v roce 1942 vyvlastněn. Od konce války je v něm rezidence rakouského velvyslance v Praze.

## Popis
Palác je jednopatrový trojkřídlý objekt, mezi jehož dvorními křídly je terasa spojená schodištěm s níže položenou zahradou. Hlavní jižní průčelí do Kanovnické ulice je šestiosé, v přízemí i v patře jsou sdružená okna. Nízké přízemí je členěno malovanou rustikou. Ve třetí ose zleva je barokní portál, v jeho frontonu je kamenná kartuše s replikou erbu Hložků ze Žampachu (z roku 1995).
Dvorní fasády jsou členěny obdobně jako hlavní průčelí, v jihozápadním i jihovýchodním rohu jsou polygonální schodišťové věžice. Klenuté sklepy částečně podsklepeného paláce jsou renesanční a barokní. V přízemních místnostech byly zjištěny zbytky barokní nástěnné malby a malovaného záklopkového stropu, malované stropy jsou i ve velkém sále a v tzv. kuřáckém salonu v prvním patře hlavního křídla.